# Nageleisen

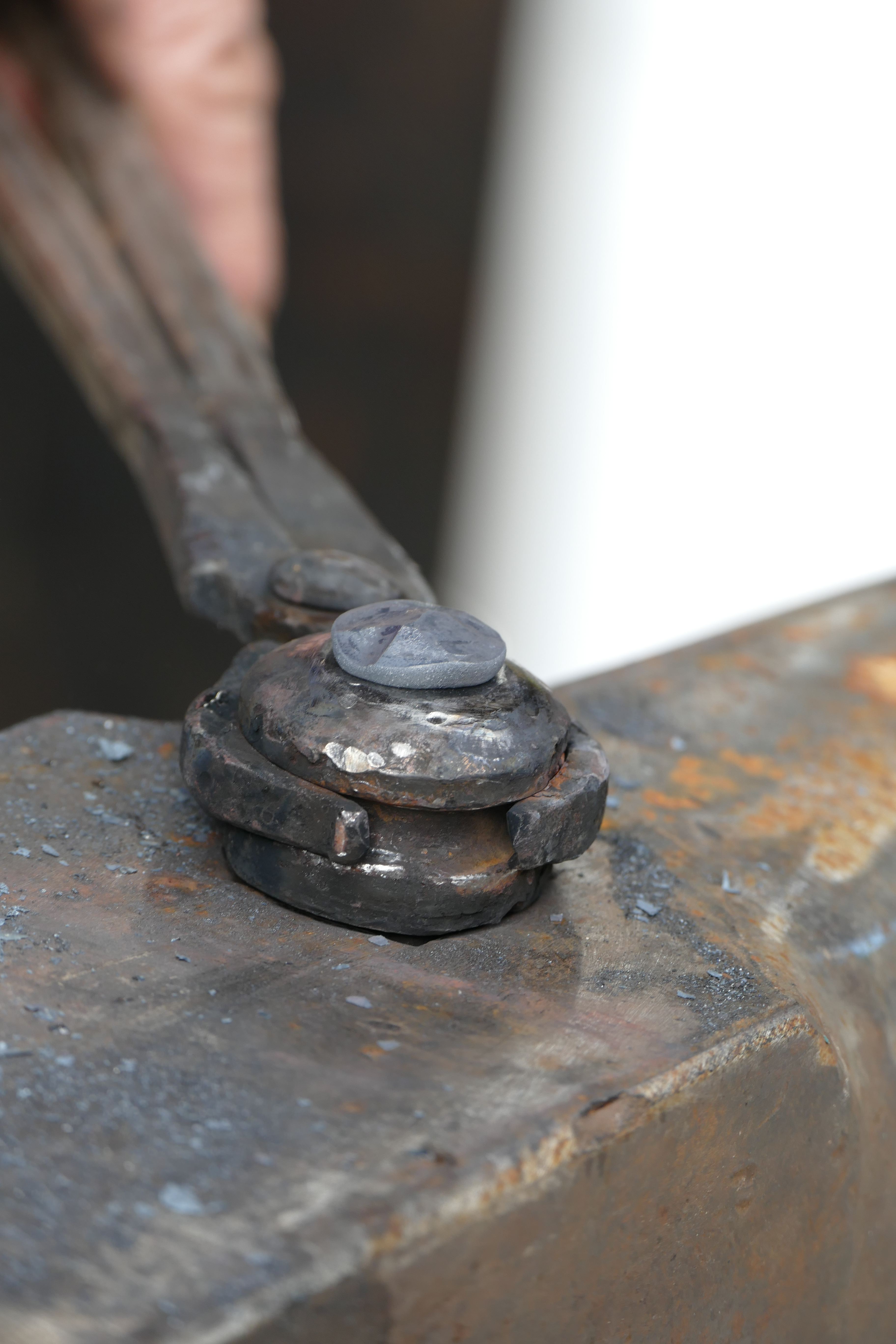
Nageleisen im Einsatz bei einer Schmiedevorführung im Bauernhofmuseum Jexhof

Ein Nageleisen bezeichnet seit Jahrhunderten in der Schmiedetechnik ein Grundwerkzeug zur Herstellung von handgeschmiedeten Nägeln. Seit dem Mittelalter von der Zunft der Nagelschmiede eingesetzt, wird es bis heute von Kunstschmieden zur Restaurierung und zur Herstellung von Schienennägeln oder Geschenkartikeln verwendet.